# 直隶省交涉司
直隶省交涉司是清朝宣统二年（1910年）在直隶省设置的机构，专管全省对外交涉事务。交涉司设交涉使，为该司的最高官员。交涉使下属交涉公所，分置秘书科和翻译科，每科设科长1人，科员数人。

## 交涉使
仅有王克敏一人担任过该职位，自1910年7月始任，清朝灭亡时卸任。